# Plateau des Petites Roches
Pour les articles homonymes, voir Petites Roches (homonymie).
Le plateau des Petites Roches est un plateau formant le contrefort oriental du massif de la Chartreuse. Il surplombe le Grésivaudan et fait face à la chaîne de Belledonne.

## Géographie

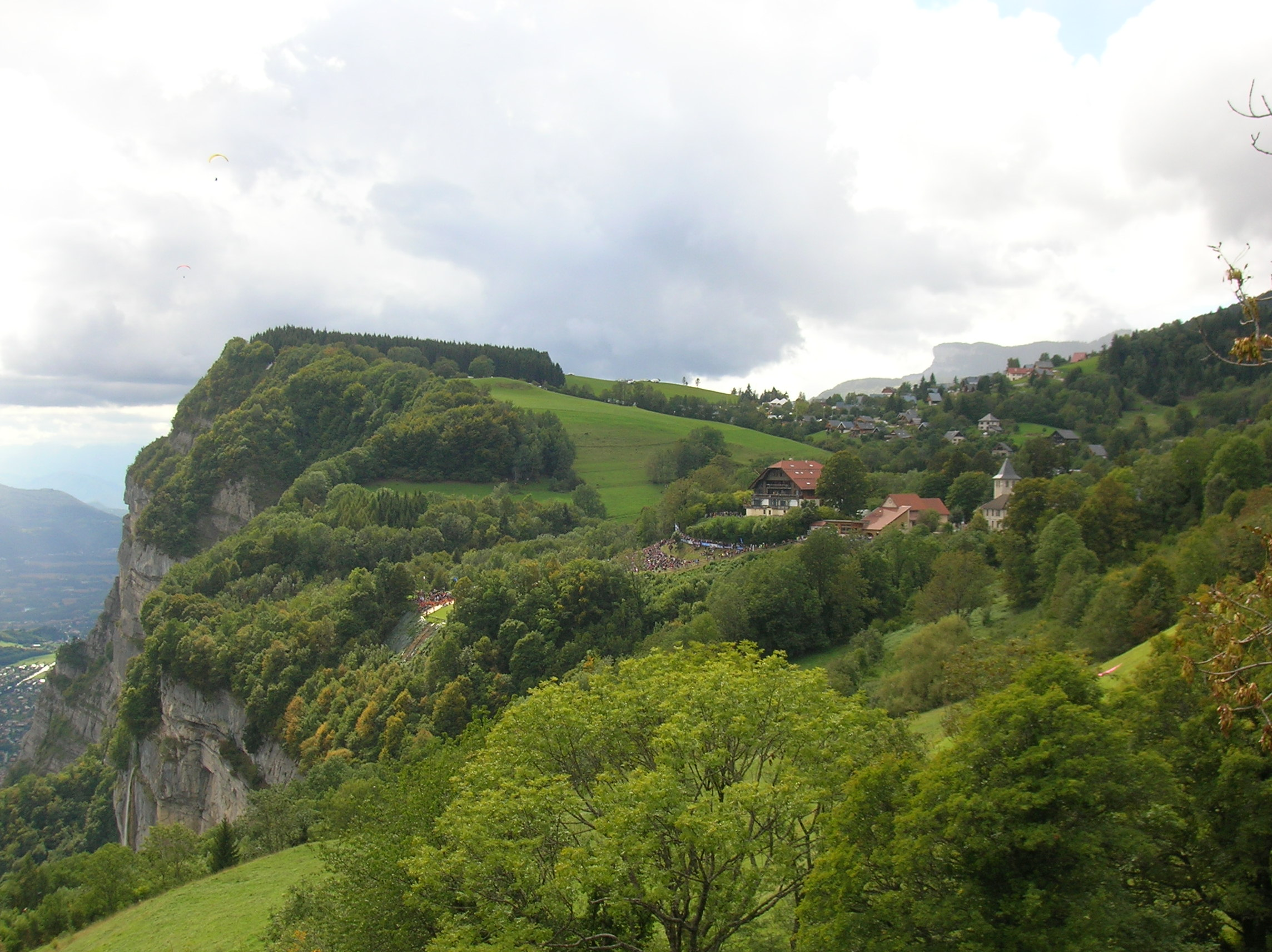
Vue du plateau au niveau de Saint-Hilaire avec à gauche la falaise et en contrebas le Grésivaudan.

Le plateau a la particularité d'être longitudinal. Étroit en largeur, de l'ordre du kilomètre voire moins à certains endroits, il s'étend en longueur sur environ dix kilomètres. Il est délimité au nord par le col de Marcieu à 1 066 mètres d'altitude sous les Petites Roches, falaises orientales de l'aulp du Seuil, et au sud par le ruisseau de Craponoz sous la dent de Crolles,. Il s'élève à environ 1 000 mètres d'altitude. Flanqué au sud-est d'une falaise de 800 mètres de dénivelé qui donne sur le Grésivaudan, il est lui-même au pied d'une falaise de près de 1 000 mètres de hauteur courant de la dent de Crolles au sud au mont Granier au nord. Au sud, il est dominé par la dent de Crolles, plus au nord par le dôme de Bellefont. De nombreuses cascades se jettent dans le Grésivaudan par les falaises qui délimitent le bord du plateau.
S'il forme un ensemble géographique unique, il est en réalité discontinu dans sa topographie : des torrents entaillent plus ou moins profondément le plateau comme le ruisseau de Crolles entre Saint-Pancrasse et Saint-Hilaire, le ruisseau Bruyant entre Saint-Hilaire et Saint-Bernard ainsi que le ruisseau de la Terrasse entre Saint-Bernard et le col de Marcieu. De même, les replats successifs situés en balcon jusque sous le mont Granier et au-dessus de la trouée des Marches en Savoie constituent le prolongement du plateau des Petites Roches au nord : ils s'y sont établis les villages et hameaux de Sainte-Marie-du-Mont et Bellecombe ainsi que de nombreuses fermes, tous reliés entre eux par la route départementale numérotée successivement 30C, 282 et 285. Du ruisseau de Craponoz au village de Bellecombe au nord, l'ensemble s'étire alors sur 22 kilomètres.
L'existence du plateau tient à la présence d'une couche de calcaires tithoniques d'une épaisseur de 500 mètres intercalée entre une couche de marnes et de calcaires argileux de l'Hauterivien et du Berriasien au-dessus et des marnes de l'Argovien au-dessous. Ces roches plus résistantes à l'érosion ont permis de conserver en partie la structure monoclinale qui marque le rebord oriental du synclinal oriental de la Chartreuse, séparé des massifs cristallins internes aux Alpes par le sillon alpin, représenté au niveau de la Chartreuse par le Grésivaudan. Le replat du plateau est en partie couvert par des éboulis formés au pied des falaises qui le dominent et par des dépôts morainiques mis en place lorsque le plateau était recouvert par les glaces au moment des maximums glaciaires.
Le plateau stricto sensu s'étend sur la commune de Plateau-des-Petites-Roches, créée en 2019 par la fusion de Saint-Pancrasse, de Saint-Hilaire et de Saint-Bernard, et fait partie du parc naturel régional de Chartreuse. Il est accessible par la route via la D30 ou la D30e descendant du col du Coq au sud ou par la D30, la D29 ou la D30c descendant du col de Marcieu au nord ainsi que par le funiculaire de Saint-Hilaire-du-Touvet reliant Saint-Hilaire au hameau de Montfort sur la commune de Crolles.

Vue panoramique du Grésivaudan, du plateau des Petites Roches (à mi-hauteur) et du massif de la Chartreuse depuis la chaîne de Belledonne à l'est.

## Activités
Le plateau compte des centres de vacances et de loisirs, l'ancien sanatorium des étudiants de France et l'ancien Centre médico-chirurgical (CMC) Les Petites-Roches, et des stations familiales d'hiver et d'été.
- Vol en parapente et en deltaplane, entre autres pendant la Coupe Icare[3].
- Funiculaire de Saint-Hilaire-du-Touvet[4] construit pour accéder au sanatorium et utilisé actuellement pour accéder facilement au plateau.
- Ski à la station de sports d'hiver des Petites Roches[5] et au col de Marcieu.
- Via ferrata[6].
- Escalade[7].
- Randonnée : GR 965, sentier de grande randonnée de pays Tour des Petites Roches, sentiers de découverte.